# تی‌ایچی سوزوکی
تی‌ایچی سوزوکی (انگلیسی: Teiichi Suzuki; ۱۶ دسامبر ۱۸۸۸ – ۱۵ ژوئیهٔ ۱۹۸۹) سپهبد نیروی زمینی امپراتوری ژاپن اهل ژاپن بود.